# José Luis Díez Díaz
José Luis Díez Díaz (Marcilla, Navarra, 3 de junio de 1947) es un político y dirigente deportivo español. Fue Presidente de la Federación Navarra de Fútbol (2000-2015) y Teniente Alcalde/Concejal del  Ayuntamiento de Pamplona (1999-2003) por Unión del Pueblo Navarro.

## Biografía

### Carrera deportiva
Estudió el bachillerato en el colegio de los Jesuitas de Tudela. Allí afianzó su afición al fútbol coincidiendo con compañeros que alcanzaron fama en el desempeño de su trabajo profesional: Gárate, Mendieta, De Diego, S. Aguirre, Ilundain.
En 1968 se hizo con el subcampeonato nacional universitario en Valladolid, representando a la Universidad de Navarra. En 1975, obtuvo el título nacional de entrenador, en las instalaciones del INEF (Madrid). Desde un año antes y hasta 1981 desarrolló su vocación de entrenador, haciéndose cargo de diversos equipos navarros en categorías inferiores C.D. Pamplona, C.D. Oberena, Iruntzungo Alay, Erri-Berri y finalizando en categoría nacional con Peña Sport F.C., Azagresa, C.D. Tudelano y Cirbonero.  
Posteriormente fue profesor de la Escuela de entrenadores de la Federación Navarra y responsable de formación de la Real Federación Española de Fútbol (RFEF) desde el 2000 hasta su dimisión en 2015.

### Formación superior
Ingeniero técnico agrícola, por la Escuela Técnica de Villava (1968). Un año después obtuvo plaza de funcionario por oposición en la Diputación Foral de Navarra. En 1977 se licenció en Derecho en la Universidad de Navarra. Desde 1979 trabajó en la administración local, siendo titular de la secretaría del Ayuntamiento de Caparroso y en 1995 realizó el máster en Gestión y Dirección Pública en la Universidad Pública de Navarra.

### Trayectoria política
El ámbito político fue, junto con el ámbito deportivo, una de sus pasiones. Afiliado a Unión del Pueblo Navarro, desempeñó diversos cargos: secretario de la Administración local (1979), Director General de Deporte y Juventud de Navarra (1990-1994), Director General de Administración Local (1996-1999), Segundo Teniente de alcalde de Pamplona y concejal de Protección Ciudadana (1999-2003), Consejero de la CAN, secretario del comité local de UPN de Pamplona, Presidente del Colegio Oficial de Secretarios de la Administración local (1983-1987).

### Dirigente deportivo
En 1982 formó parte del Comité Nacional de entrenadores, integrado en la RFEF, y desde 1988 en la Junta directiva de la RFEF, donde ocupó diversos cargos: Comisión Técnica de Árbitros, Fundación RFER, CEDIF y en comisiones legales y de formación de técnicos. 
Durante el periodo 1992-1994, dejó la RFEF, por incompatibilidad con el puesto de Director General del Deporte, siendo nombrado miembro de la Comisión de Medios de la UEFA.
Durante la temporada 1997/98 formó parte de la terna gestora del C. A. Osasuna.
Como afirmó públicamente, el culmen de su trayectoria deportiva fue haber sido presidente de la FNF en 2000 y repetir durante cuatro mandatos, renunciando voluntariamente a todos sus cargos federativos un año antes de finalizar su mandato en la FNF (2015), y anteriormente en la Junta Directiva de la RFEF.

## Condecoraciones
- Real Orden del Mérito Deportivo, Medalla de Plata (2007), otorgada por el Consejo Superior de Deportes.[8]
- Real Orden del Mérito Deportivo, Medalla de Oro (2015), otorgada por el Consejo Superior de Deportes.[9]